# Riccardo III (film 1955)
Riccardo III è un film del 1955 co-scritto, co-prodotto, diretto e interpretato da Laurence Olivier, tratto dall'omonima opera teatrale di William Shakespeare.
Si tratta del terzo e ultimo adattamento cinematografico shakespeariano di Olivier, dopo Enrico V (1944) e Amleto (1948).

## Trama
Dopo la sconfitta definitiva dei Lancaster nella battaglia di Tewkesbury, il re yorkista Edoardo IV viene restaurato sul trono alla presenza della moglie Elisabetta, dei figli e dei fratelli Giorgio, duca di Clarenza, e Riccardo, duca di Gloucester.
L'unico che tuttavia non riesce a festeggiare assieme a tutta la corte è proprio quest'ultimo, Riccardo, che attraverso un soliloquio rende il pubblico partecipe della sua condizione: nato deforme, gobbo e claudicante, precluso dalla Natura ad amare e ad essere amato, sentendosi inadatto a questo nuovo tempo di oziosa pace, è determinato ad essere cattivo e si è posto come unico obiettivo quello di conquistare la corona, costi quel che costi.
Da una parte, Riccardo riesce a far imprigionare nella Torre di Londra il fratello Giorgio mettendo in circolazione una profezia secondo la quale un certo "G" ucciderà gli eredi di re Edoardo; dall'altra, corteggia Lady Anna, alla quale ha ucciso sia il marito (il principe lancasteriano Edoardo), sia il suocero (ossia re Enrico VI). Nonostante il suo odio profondo, Anna cede alle sue lusinghe e finisce per baciarlo.
Intanto re Edoardo è caduto malato e sentendosi prossimo alla morte raduna intorno a sé i suoi parenti (Riccardo compreso) e i suoi più stretti collaboratori, intimando loro di lasciare da parte le rivalità e impegnarsi a collaborare per il benessere del regno.
Poiché sembra che si possa finalmente respirare un'atmosfera di serenità, la regina Elisabetta domanda che anche il duca di Clarenza sia riammesso nelle grazie del re; ma ecco che Riccardo, lugubre, dichiara avvenuta la morte del fratello: il messo col mandato di esecuzione è stato molto più rapido di quello che recava la successiva grazia rilasciata da re Edoardo. In realtà, Riccardo volutamente si è intascato la grazia e ha consegnato il decreto di condanna a morte nelle mani di due sicari da lui assoldati che hanno assassinato Giorgio e nascosto il cadavere in una botte di malvasia.
La tremenda notizia non fa che accelerare la dipartita di re Edoardo; ora Riccardo, nominato Lord Protettore, e i principali membri della corte devono prelevare il giovane figlio di Edoardo da Ludlow, dove si trova attualmente, e portarlo a Londra per essere incoronato come Edoardo V.
Coadiuvato dal cugino Lord Buckingham, Riccardo riesce ad isolare il principe: fa arrestare e giustiziare prima i parenti del ramo materno (lo zio Lord Rivers e un fratellastro, Lord Gray) e poi il lord Ciambellano, Lord Hastings; inoltre, decide che Edoardo, insieme al fratello minore Riccardo, duca di York, dovrà soggiornare nella Torre di Londra.
Eliminati tutti i possibili oppositori, Riccardo si avvale ancora una volta dell'aiuto di Buckingham affinché davanti al sindaco di Londra parli della bastarderia dei figli di re Edoardo, dei bestiali appetiti e dei vizi di quest'ultimo e che questi era una bastardo fatto quando loro padre era in guerra in Francia. Riccardo, al contrario, si presenta preciso e redivivo suo padre nei lineamenti e si atteggia come un duca umile, devoto ed operoso, valoroso in guerra ad assennato in pace: al culmine della sua ipocrisia, Riccardo diventa la prima scelta del popolo come loro nuovo sovrano.
Riccardo viene perciò incoronato il giorno successivo assieme a Lady Anna, divenuta nel frattempo sua moglie: l'infelice giovane avrà però vita breve, visto che Riccardo è deciso a farla avvelenare e progetta di sposare la nipote Elisabetta per rafforzare la propria posizione.
Inoltre, comanda a Buckingham di eliminare i due principi nella Torre, ma questi temporeggia: contrariato dalla sua indecisione, il re si rifiuta di concedergli il ducato di Hereford e i beni mobili ad esso connessi che gli aveva promesso in cambio dei suoi servigi. Temendo per la sua vita, Buckingham se ne va e decide di unirsi al gruppo di ribelli che si sta radunando intorno alla figura di Enrico Tudor, conte di Richmond, cresciuto in esilio in Bretagna ed imparentato lontanamente con i Lancaster.
Riccardo si avvale quindi di un nobile desideroso di fare carriera, sir James Tyrrell, per far soffocare nel sonno i suoi due nipoti.
I piani di Riccardo, tuttavia, non procedono esattamente come previsto: sebbene Buckingham sia stato catturato e giustiziato, Enrico Tudor è comunque riuscito a sbarcare in Inghilterra e intende reclamare la corona inglese; Riccardo deve perciò radunare in tutta fretta un esercito per difendere il casato degli York contro quello dei Lancaster e marciare verso Bosworth Field, dove avverrà lo scontro finale.
Durante la notte prima della battaglia, Riccardo è perseguitato in sogno dai fantasmi di tutti coloro che ha ucciso nella sua sanguinosa ascesa al trono (il fratello Giorgio, i nipoti, Hastings, la moglie Anna e Buckingham) e si sveglia all'alba urlando. Dopo essersi ricomposto, Riccardo esce a pianificare la battaglia per i suoi generali e tiene un discorso motivazionale alle sue truppe.
Lo scontro volge al meglio per i ribelli, visto che una parte dell'esercito di Riccardo passa dalla parte di Richmond; anche Lord Stanley, la cui lealtà era da tempo dubbia, tradisce il re e si allea col figliastro Enrico.
Riccardo si lancia coi suoi fedelissimi nel folto della mischia, ma viene sbalzato da cavallo, perde la sua amata corona e cercando disperatamente Richmond, che ha perso di vista, se ne va gridando: "Un cavallo! Un cavallo! Il mio regno per un cavallo!".
Riccardo si rifiuta di fuggire anche quando gli viene proposta la ritirata dal fido Catesby, che poco dopo viene ucciso dagli uomini di Richmond senza che il re se ne accorga.
Riccardo infine affronta singolarmente Lord Stanley in duello, ma prima che possa emergere un vincitore gli uomini di quest'ultimo caricano in massa il re, ferendolo mortalmente.
Lord Stanley ordina di portare via il corpo senza vita di Riccardo e ne trova la corona impigliata in un cespuglio: presala tra le mani, la offre a colui che ora è di fatto il nuovo re, Enrico VII d'Inghilterra.

## Produzione
Il film fu prodotto dalla Laurence Olivier Productions - L.O.P. (non accreditato), dalla London Film Productions e dalla Big Ben Films e venne girato negli Shepperton Studios.

## Distribuzione
Distribuito dalla Lopert Pictures Corporation, il film venne presentato in prima a Londra il 13 dicembre 1955 alla presenza della regina Elisabetta II e del duca Filippo di Edimburgo. Negli Stati Uniti uscì l'11 marzo 1956.

## Riconoscimenti
- 1956 - British Academy of Film and Television Arts
  - BAFTA al miglior attore protagonista (Laurence Olivier)
  - BAFTA al miglior film
- 1956 - Festival di Berlino
  - Orso d'argento
- 1957 - David di Donatello
  - Miglior attore straniero (Laurence Olivier)
  - Miglior produttore straniero
- 1957 - Golden Globe
  - Miglior film straniero in lingua inglese